# Сини-Рид
Сини-Рид (болг. Сини рид) — село в Болгарии. Находится в Бургасской области, входит в общину Руен. Население составляет 340 человек (2022).

## Политическая ситуация
В местном кметстве Сини-Рид, в состав которого входит Сини-Рид, должность кмета (старосты) исполняет Сабри Илияз Хасан (Движение за права и свободы (ДПС)) по результатам выборов правления кметства.
Кмет (мэр) общины Руен — Дурхан Мехмед Мустафа (Движение за права и свободы (ДПС)) по результатам выборов в правление общины.